# Shilka (ciudad)
Shilka (del ruso: Шилка) es una ciudad del krai de Zabaikalie, Rusia, ubicada a la orilla izquierda del curso alto del río homónimo, 248 km al este de Chitá, la capital del krai. Su población en el año 2010 era de casi 14 000 habitantes.

## Historia

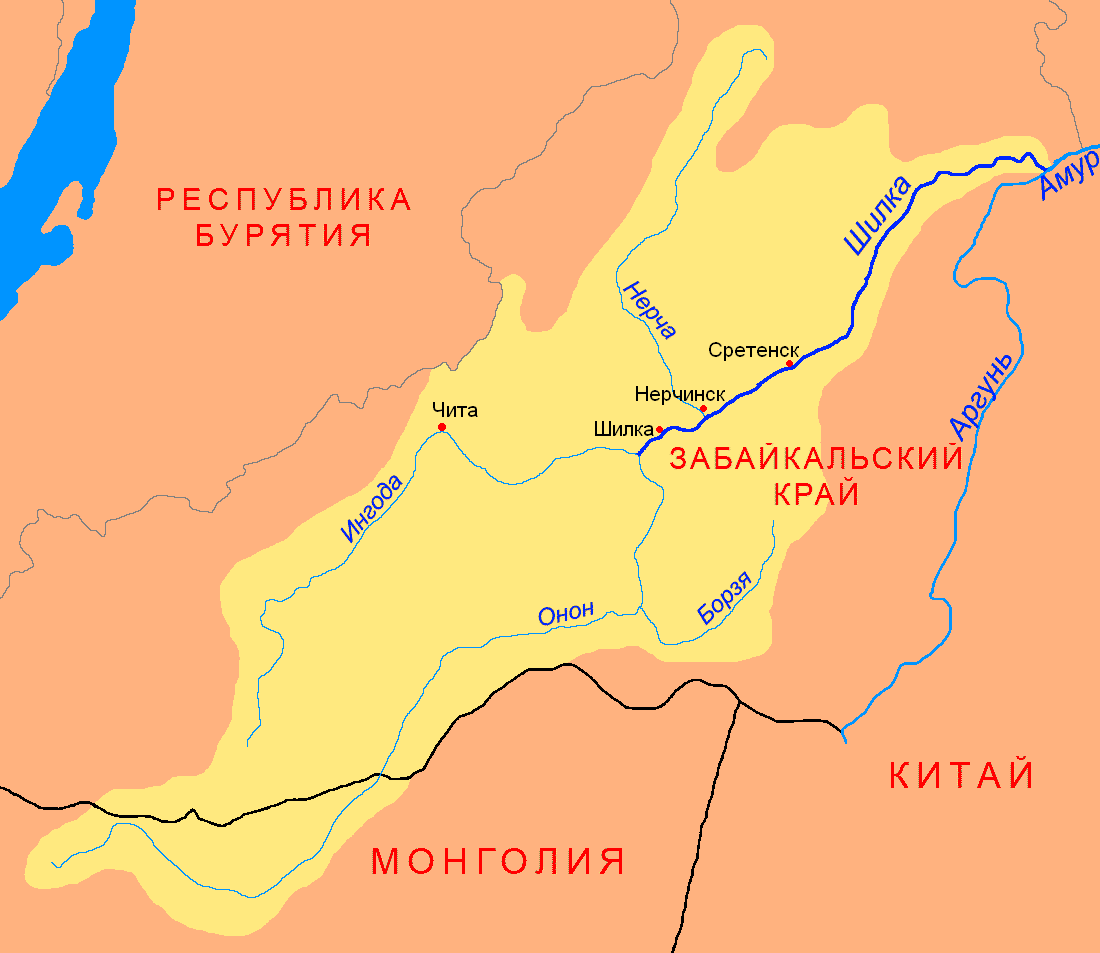
Mapa en ruso del río Shilka (Шилка) en el que aparece, a la orilla izq. de su curso alto, Shilka (Шилка)

Se fundó en la primera mitad del siglo XVIII y obtuvo el estatus o reconocimiento de ciudad en 1951.